# Holzidol aus dem Schigir-Moor

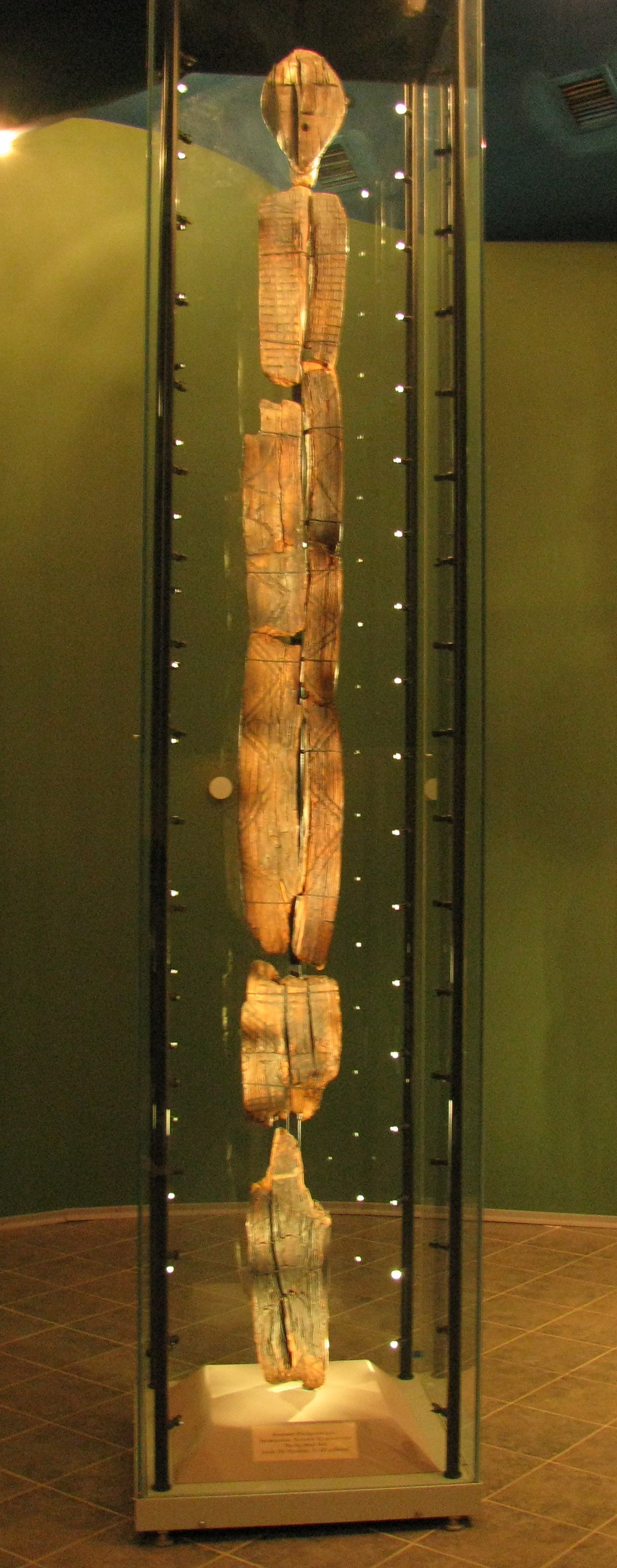
Das Holzidol aus dem Schigir-Moor
ausgestellt im Heimatmuseum Jekaterinburg

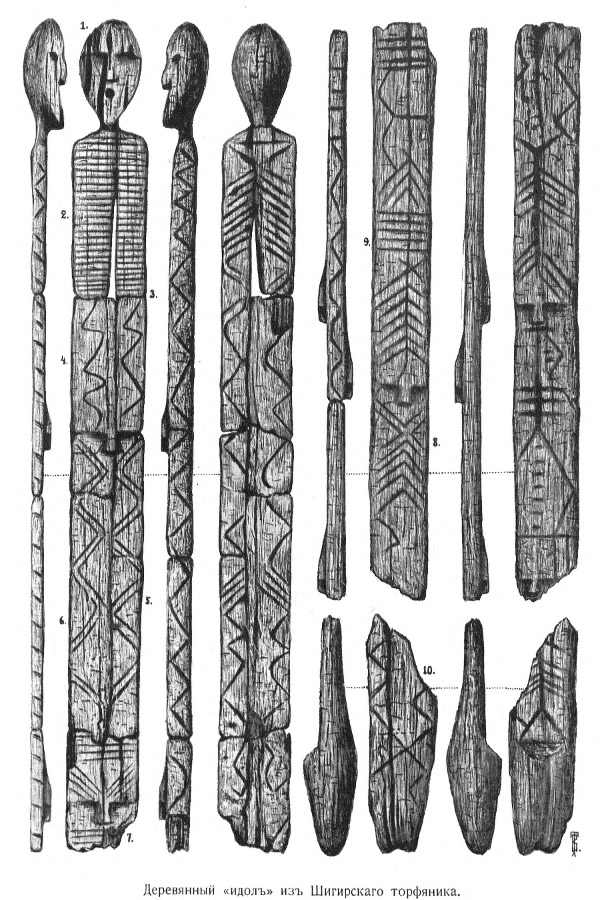
Ansichten des Holzidols von unterschiedlichen Seiten

Das Holzidol aus dem Schigir-Moor, auch Schigir-Idol genannt, ist ein verzierter Pfahl, der vermutlich als anthropomorphe Pfahlgottheit errichtet wurde. Die Figur wurde im Januar 1890 in vier Metern Tiefe in einem Torfstich beim Dorf Kalata in der Nähe von Kirowgrad, nördlich von Jekaterinburg, in Russland entdeckt. Laut ersten Untersuchungen mittels der Radiokarbonmethode ließ sich im Jahr 1997 der hölzerne Pfahl zunächst auf ein Alter von etwa 9000 Jahren datieren. Bei späteren systematischen Radiokarbondatierungen wurde das Alter der Figur auf 11.500 Jahre geschätzt. Damit handelt es sich um die älteste Holzskulptur der Welt. Die entsprechenden Forschungsergebnisse eines deutsch-russischen Forscherteams unter Beteiligung der Universität Göttingen wurden 2018 erstmals wissenschaftlich veröffentlicht und 2021 korrigiert.

## Beschreibung
Der ursprünglich vermutlich fünf Meter und heute noch 3,8 Meter hohe Pfahl aus Lärchenholz ist Zeugnis mesolithischer Holzschnitzerei und einer im westlichen Europa unbekannten monumentalen Kunst. Wissenschaftler nehmen an, dass die Skulptur längere Zeit aufrecht stand und als ritueller Pfahl diente. Das Stück zeigt, dass die Bedeutung Osteuropas für die steinzeitliche Entwicklung Eurasiens unterschätzt wurde. Im Schigir-Moor wurden über 3000 Jagdwaffen, Fischfanggeräte und Werkzeuge aus Geweih und Knochen entdeckt. 
Im Jahre 2000 postulierte Juri Serikow, dass die menschenleere Region erst etwa 7400 v. Chr. von einer Transuralkultur wiederbesiedelt wurde. Dagegen sprechen das Datum des Holzidols und die auf etwa 8500 v. Chr. datierten knöchernen Pfeilspitzen und die Speere mit Feuersteinschneide aus der Lobvinskaya-Höhle. 
Eine interdisziplinäre Arbeitsgruppe hat sich zum Ziel gesetzt, mittels Feuchtbodenarchäologie Daten zur Entwicklung der Nacheiszeit (etwa 9500–5000 v. Chr.) im mittleren Transural zu gewinnen und eine kulturelle Abfolge zu erarbeiten. Dabei geht es darum, wann die erste Keramik im Ural auftrat. Die rundbodige, teils reich verzierte frühe Wildbeuterkeramik definiert den Beginn des so genannten Waldneolithikums, in dem bei Fortdauer der Lebensweise als Jäger und Sammler Keramik hergestellt wurde, ohne dass Ackerbau oder Viehhaltung vorkommen. Das Waldneolithikum strahlte am Ende mit der Ertebölle-Kultur bis Südskandinavien, Norddeutschland, und die Niederlande (Swifterbant-Kultur) aus.